# Butanoat de metil
El butanoat de metil, o butirat de metil, és l'èster de metil de l'àcid butanoic. Com molts d'èsters, fa olor de fruites i en aquest cas, similar al de la poma o la pinya. A temperatura ambient, és un líquid incolor soluble en aigua sobre la qual flota com una capa oliosa. Tot i que és inflamable, té una pressió de vapor relativament baixa (40 mmHg a 30 °C), de manera que es pot manipular amb seguretat a temperatura ambient sense precaucions especials de seguretat.

## Estat natural

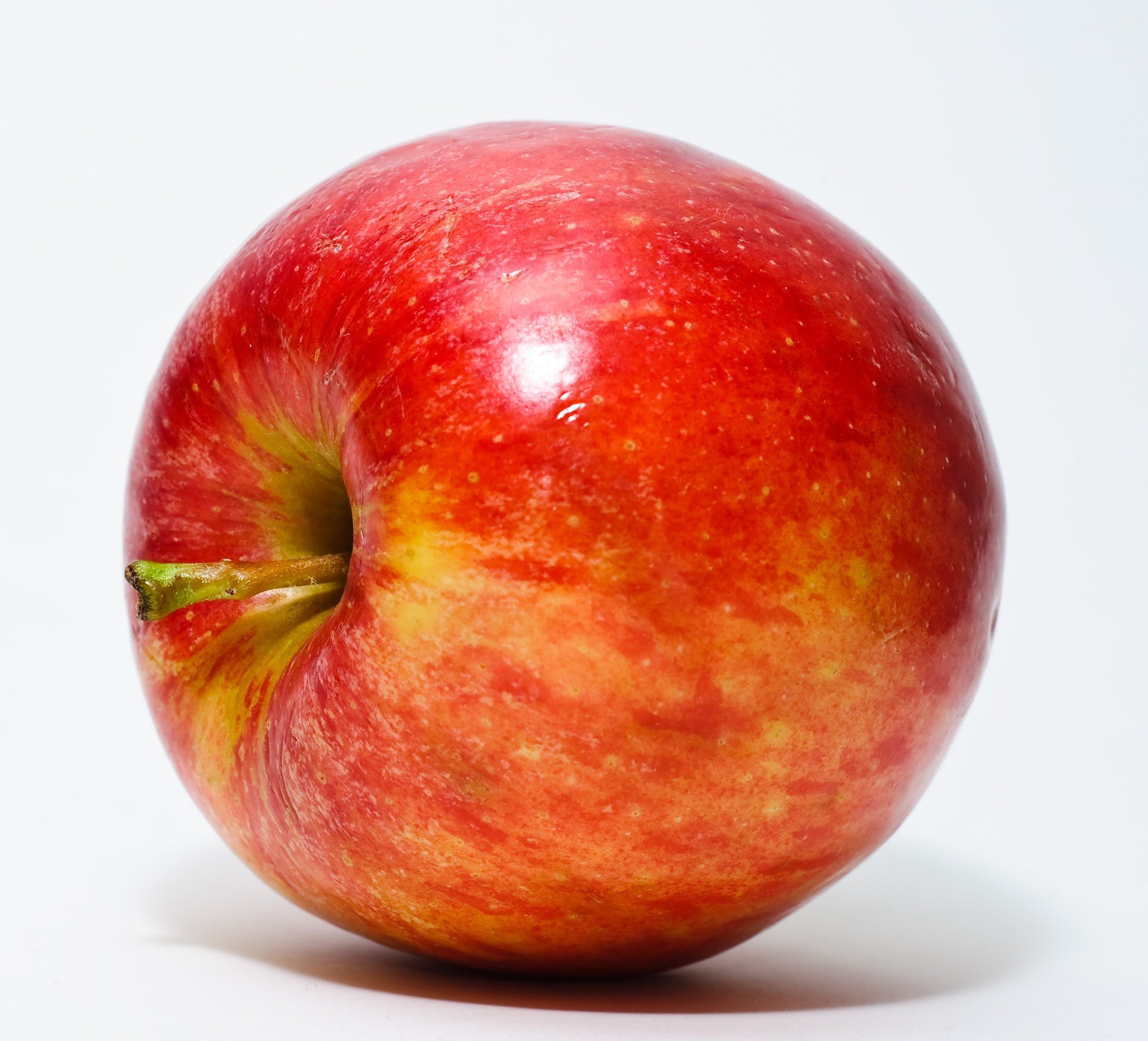
Un dels components de l'aroma de poma és el butanoat de metil.

Hom troba que moltes plantes dels ordres alismatals, asparagals i d'altres emeten butanoat de metil. També hi ha animals que l'empren com a feromona (Meles meles, Diacamma ceylonense i Diacamma indicum), com a kairomona (Carpophilus hemipterus i Exorista bombycis) i com atraient (Pachylomerus femoralis).

## Propietats físiques i químiques
El butanoat de metil és menys dens que l'aigua (0,8984 g/cm³ a 20 °C) i lleugerament soluble en aigua. No té color, fa olor de poma i té gust dolç com de poma, no és massa fort i per davall de les 100 ppm pot tenir gust de plàtan i pinya. El seu punt d'ebullició és de 102 °C. El seu punt de fusió és de –85,8 °C i el seu punt d'inflamació és de 14 °C. És miscible dins etanol i èter etílic i lleugerament soluble en tetraclorur de carboni i dins aigua.

## Obtenció
Es pot sintetitzar el butanoat de metil per reacció de l'àcid butanoic amb el metanol, en medi àcid (àcid sulfúric). És una reacció de condensació que també dona aigua com un subproducte:
{\displaystyle {\ce {C3H7COOH + CH3OH -> C3H7COOCH3 + H2O}}}

## Usos
El butanoat de metil s'empra com a producte de neteja en forma d'ambientador d'aire. Es poden trobar en forma d'espelmes. També s'utilitza com aromatitzant, com a dissolvent per a etilcel·lulosa i com a fragància, component de fragància per perfums, sabons, laques, detergents i cremes.

## Seguretat i perills

Pictograma d'inflamabilitat

El butanoat de metil és un líquid i un vapor 100 % inflamable. És un material que en condicions d'emergència pot causar incapacitat temporal o lesions residuals. Pot irritar els ulls, el nas, la gola, vies respiratòries superiors i la pell. S'inflama fàcilment amb la calor, les espurnes o les flames. Els vapors poden formar barreges explosives amb aire i es poden desplaçar fins a la font d'ignició i tornar a inflamar-se. La majoria dels vapors són més feixucs que l'aire. S'escamparan per terra i s'acumularan en zones baixes o confinades (embornals, soterranis, dipòsits, etc.). Perill d'explosió de vapors a interiors, exteriors o clavegueres.

### Efectes mediambientals
La producció i l'ús del butanoat de metil com a dissolvent i agent aromatitzant poden provocar el seu alliberament al medi ambient a través de diversos fluxos de residus. Si s'allibera a l'aire, una pressió de vapor de 32,3 mmHg a 25 °C indica que el butanoat de metil existirà únicament com a vapor a l'atmosfera ambient. Tanmatex en fase vapor es degradarà a l'atmosfera per reacció amb radicals hidroxil produïts fotoquímicament; la vida mitjana d'aquesta reacció en l'aire s'estima en cinc dies. El butanoat de metil també pot patir fotòlisi directa, ja que absorbeix la llum a més de 290 nm. Si s'allibera a terra, s'espera que tengui una alta mobilitat basada en un coeficient d'adsorció en sols, Koc, estimat de 120. S'espera que la volatilització des de les superfícies humides del terra sigui un procés de destinació important basat en una constant de la llei de Henry de 2,05 × 10–4 atm m³/mol. S'ha demostrat que el butanoat de metil és biodegradable tant en condicions aeròbiques com anaeròbiques. Si s'allibera a l'aigua, no s'espera que s'adsorbi als sòlids suspesos i sediments basant-se en el Koc estimat. La població en general està exposada al butanoat de metil a través de la ingestió d'aliments que contenen aquest compost. Presenta una concentració letal per inhalació en mamífers LC50 = 20 g/m³.

## Trastorns i malalties associats
- Autisme
- Celiaquia
- Malaltia de Crohn
- Síndrome de l'intestí irritable amb diarrea predominant
- Síndrome de l'intestí irritable
- Colitis ulcerosa
- Trastorn generalitzat del desenvolupament no especificat
- Malaltia hepàtica greix no alcohòlic